# Conségudes
Conségudes est une commune française située dans le département des Alpes-Maritimes, en région Provence-Alpes-Côte d'Azur.
Ses habitants sont appelés les Conségudois.

## Géographie
Le village de Conségudes est situé dans la vallée escarpée de l'Esteron, au nord de la montagne du Cheiron, à environ 20 kilomètres à vol d'oiseau de Nice et 57 kilomètres par la route.

### Climat
Pour des articles plus généraux, voir Climat de Provence-Alpes-Côte d'Azur et Climat des Alpes-Maritimes.
En 2010, le climat de la commune est de type climat méditerranéen altéré, selon une étude du Centre national de la recherche scientifique s'appuyant sur une série de données couvrant la période 1971-2000. En 2020, Météo-France publie une typologie des climats de la France métropolitaine dans laquelle la commune est exposée à un climat méditerranéen et est dans la région climatique Var, Alpes-Maritimes, caractérisée par une pluviométrie abondante en automne et en hiver (250 à 300 mm en automne), un très bon ensoleillement en été (fraction d’insolation > 75 %), un hiver doux (8 °C) et peu de brouillards.
Pour la période 1971-2000, la température annuelle moyenne est de 12,7 °C, avec une amplitude thermique annuelle de 15,9 °C. Le cumul annuel moyen de précipitations est de 1 142 mm, avec 5,7 jours de précipitations en janvier et 4,1 jours en juillet. Pour la période 1991-2020, la température moyenne annuelle observée sur la station météorologique de Météo-France la plus proche, « Ascros », sur la commune d'Ascros à 9 km à vol d'oiseau, est de 10,8 °C et le cumul annuel moyen de précipitations est de 930,1 mm. 
La température maximale relevée sur cette station est de 34,4 °C, atteinte le 18 juillet 2023 ; la température minimale est de −10,7 °C, atteinte le 28 février 2018,,.
Les paramètres climatiques de la commune ont été estimés pour le milieu du siècle (2041-2070) selon différents scénarios d'émission de gaz à effet de serre à partir des nouvelles projections climatiques de référence DRIAS-2020. Ils sont consultables sur un site dédié publié par Météo-France en novembre 2022.

## Urbanisme

### Typologie
Au 1er janvier 2024, Conségudes est catégorisée commune rurale à habitat dispersé, selon la nouvelle grille communale de densité à 7 niveaux définie par l'Insee en 2022.
Elle est située hors unité urbaine. Par ailleurs la commune fait partie de l'aire d'attraction de Nice, dont elle est une commune de la couronne,. Cette aire, qui regroupe 100 communes, est catégorisée dans les aires de 200 000 à moins de 700 000 habitants,.

### Occupation des sols
L'occupation des sols de la commune, telle qu'elle ressort de la base de données européenne d’occupation biophysique des sols Corine Land Cover (CLC), est marquée par l'importance des forêts et milieux semi-naturels (100 % en 2018), une proportion identique à celle de 1990 (100 %). La répartition détaillée en 2018 est la suivante : 
forêts (79 %), milieux à végétation arbustive et/ou herbacée (18,7 %), espaces ouverts, sans ou avec peu de végétation (2,3 %).
L'évolution de l’occupation des sols de la commune et de ses infrastructures peut être observée sur les différentes représentations cartographiques du territoire : la carte de Cassini (XVIIIe siècle), la carte d'état-major (1820-1866) et les cartes ou photos aériennes de l'IGN pour la période actuelle (1950 à aujourd'hui).

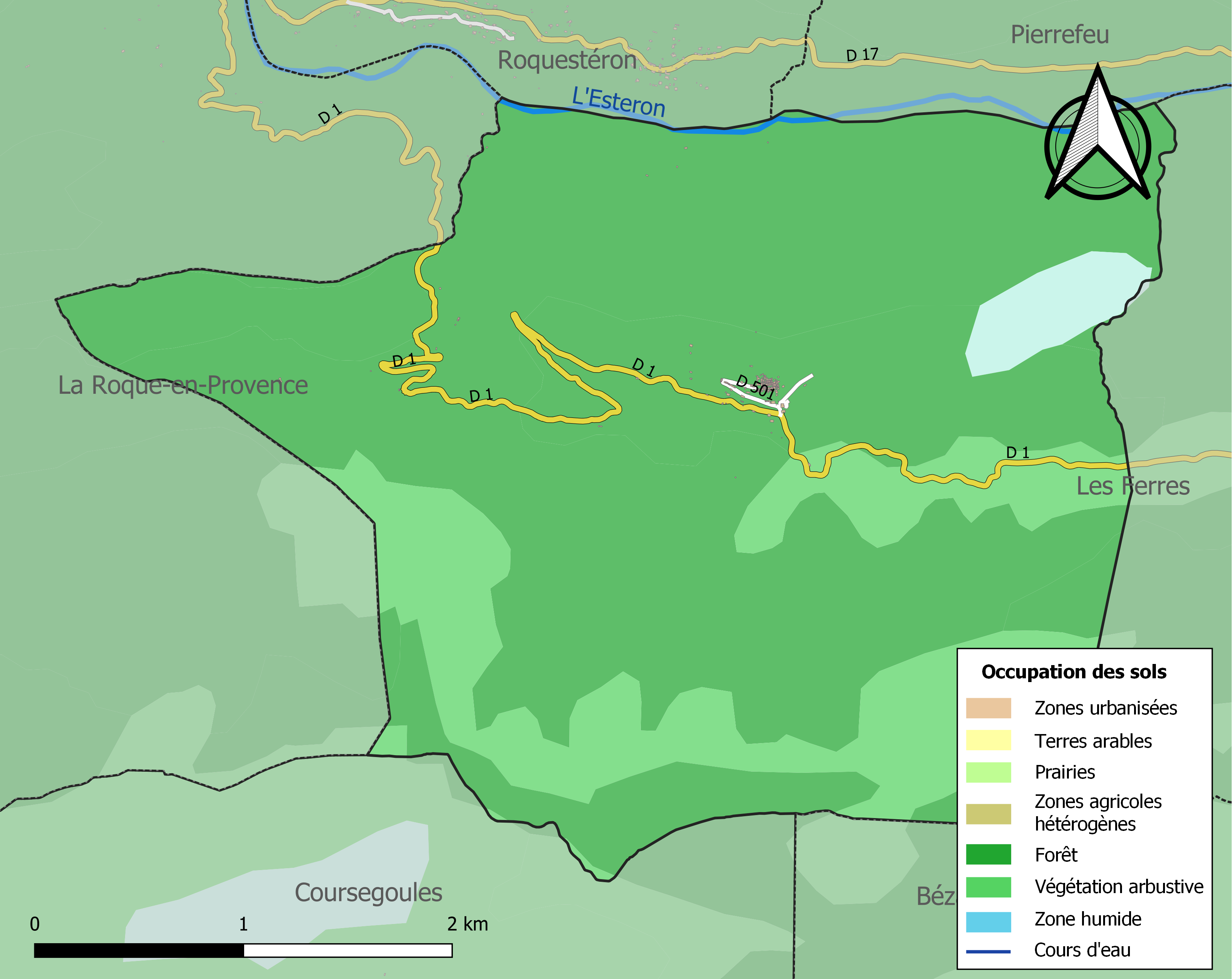
Carte de l'occupation des sols de la commune en 2018 (CLC).

## Histoire
Le village adossé au mont Saint-Paul a été fondé au XIIe siècle par les Templiers.[réf. nécessaire]

## Héraldique
| Blason de Conségudes | Blason  | D’azur au mont d’argent mouvant de la pointe, sommé d’une tour du même. |
| Blason de Conségudes | Détails | Le statut officiel du blason reste à déterminer.                        |

## Politique et administration
| Période   | Période  | Identité           | Étiquette | Qualité      |
| --------- | -------- | ------------------ | --------- | ------------ |
| 1989      | 1995     | Roger Halhal-Revel | SE        | élu à 32 ans |
|           |          |                    |           |              |
| mars 2001 | 2014     | Claude Lantéri     | CPNT      |              |
| 2014      | en cours | René Trastour      | SE        | Retraité     |

## Démographie
L'évolution du nombre d'habitants est connue à travers les recensements de la population effectués dans la commune depuis 1793. Pour les communes de moins de 10 000 habitants, une enquête de recensement portant sur toute la population est réalisée tous les cinq ans, les populations de référence des années intermédiaires étant quant à elles estimées par interpolation ou extrapolation. Pour la commune, le premier recensement exhaustif entrant dans le cadre du nouveau dispositif a été réalisé en 2008.

En 2022, la commune comptait 99 habitants, en évolution de −3,88 % par rapport à 2016 (Alpes-Maritimes : +2,85 %, France hors Mayotte : +2,11 %).
| 1793 | 1800 | 1806 | 1821 | 1831 | 1836 | 1841 | 1846 | 1851 |
| ---- | ---- | ---- | ---- | ---- | ---- | ---- | ---- | ---- |
| 252  | 236  | 254  | 241  | 293  | 304  | 309  | 278  | 287  |

| 1856 | 1861 | 1866 | 1872 | 1876 | 1881 | 1886 | 1891 | 1896 |
| ---- | ---- | ---- | ---- | ---- | ---- | ---- | ---- | ---- |
| 291  | 248  | 236  | 235  | 217  | 200  | 206  | 181  | 195  |

| 1901 | 1906 | 1911 | 1921 | 1926 | 1931 | 1936 | 1946 | 1954 |
| ---- | ---- | ---- | ---- | ---- | ---- | ---- | ---- | ---- |
| 145  | 128  | 112  | 80   | 92   | 91   | 91   | 73   | 92   |

| 1962 | 1968 | 1975 | 1982 | 1990 | 1999 | 2006 | 2008 | 2013 |
| ---- | ---- | ---- | ---- | ---- | ---- | ---- | ---- | ---- |
| 96   | 91   | 64   | 59   | 57   | 63   | 77   | 81   | 98   |

| 2018 | 2022 | - | - | - | - | - | - | - |
| ---- | ---- | - | - | - | - | - | - | - |
| 95   | 99   | - | - | - | - | - | - | - |

## Lieux et monuments
- Église Saint-Georges du XVIIe siècle.
- Chapelles Saint-Paul et Sainte-Marguerite
- Ancien lavoir
- Four à pain communal
- Oratoires
- Lavoir ancien (aux sources de la Bouisse)
- Chêne de Pascaline (sur le sentier pédestre de Conségudes à Les Ferres) : un des plus gros spécimens de la région ; il aurait plus de 400 ans.

## Divers
La commune a eu un moment de célébrité en 2001-2002, lorsqu'elle fut nommée aux Big Brother Awards France, prix parodique d'une association de défense des libertés individuelles. Le maire Claude Lantéri (CPNT) cherchait alors des financements pour un système de vidéo-surveillance de son village, qui avait subi en deux ans des dégradations de véhicules et des cambriolages.

## Loisirs
- Baignade et pêche (dans l’Estéron)
- Randonnée équestre et pédestre
- Spéléologie (gouffre de l'Infernet)
- VTT
- Pétanque
- Ball-trap annuel

Le village est traversé par le Paris-Nice depuis 2015
le village accueillait tous les ans l'arrivée d'une épreuve spéciale du Rallye d'Antibes, comptant pour le championnat d'Europe des rallyes de la FIA.